# Condado de Cobb
O Condado de Cobb (em inglês:  Cobb County) é um dos 159 condados do estado americano da Geórgia. A sede e maior cidade do condado é Marietta. Foi fundado em 2 de dezembro de 1832 e faz parte da região metropolitana de Atlanta.
O condado possui uma área de 892 km², dos quais 879 km² estão cobertos por terra e 13 km² por água, uma população de 688 078 habitantes, e uma densidade populacional de 782,4 hab/km² (segundo o censo nacional de 2010). É o quarto condado mais populoso da Geórgia.